# آدم سنايدر
آدم سنايدر (بالإنجليزية: Adam Snyder)‏ هو لاعب كرة قدم أمريكية أمريكي، ولد في 30 يناير 1982 في فوليرتون في الولايات المتحدة.

## وصلات خارجية
- آدم سنايدر على موقع مرجع كرة القدم المحترفة.كوم (الإنجليزية)